# Ricwald
Ricwald eller Rikval, död 26 maj 1089, var biskop i Lunds stift från 1072 till sin död.
Biskopsstolen i Lund blev ledig på hösten 1072 då den dåvarande innehavaren Egino dog och Ricwald, som troligen hade tyskt ursprung, kallades att ersätta honom. Under hans tid som biskop byggdes en ny stenkyrka i staden Lund. Trots att den ännu inte var färdig invigdes den under ett av kung Knut den heliges första regeringsår. Det gjorde att kungen skänkte gods motsvarande 10 prebenden till Lunds stift 1085.